# Jaan Talts
Jaan Talts (* 19. května 1944 Massiaru) je bývalý estonský vzpěrač, který reprezentoval Sovětský svaz.
Na olympijských hrách v Mnichově roku 1972 získal zlatou medaili v kategorii do 110 kg, s celkovým výkonem 580 kilogramů. Cenný kov přivezl již z předchozí olympiády v Mexiku roku 1968, kde vybojoval stříbro v kategorii do 90 kg. V kategorii do 110 kg je též dvojnásobným mistrem světa (1970, 1972) a trojnásobným mistrem Evropy (1969, 1970, 1972). V roce 1968 vyhrál evropský šampionát ve třídě do 90 kg. Za svůj život překonal 43 světových rekordů.
Jako dítě se věnoval běhu, plavání a volejbalu. Vzpírat začal jako student zemědělské školy v Tihemetsa, roku 1958, dlouho též souběžně vrhal koulí. Po skončení závodní kariéry byl v letech 1981–1988 rektorem Estonské akademie sportu. Poté pracoval pro Estonský olympijský výbor, v němž to dotáhl na post místopředsedy. V letech 1995–1996 byl poslancem estonského parlamentu. Roku 1998 byl uveden do mezinárodní vzpěračské síně slávy.